# Notiphila splendens
Notiphila splendens är en tvåvingeart som beskrevs av Macquart 1851. Notiphila splendens ingår i släktet Notiphila och familjen vattenflugor.
Artens utbredningsområde är Egypten. Inga underarter finns listade i Catalogue of Life.